# オーブン粘土
オーブン粘土（オーブンねんど）は、オーブンで加熱することで固まる樹脂粘土。
材質は、PVCなどが使われている。ヨーロッパで開発され、ポリマークレイなどと呼ばれることもある。
ポリマークレイの中でも、オーブンで110度程度で加熱し、硬化する製品をオーブンクレイ、オーブン粘土と称する。
加熱後は、硬化し型状を保つため、フィギュアや、アクセサリー、雑貨などを制作できる。